# (S)-6-ヒドロキシニコチンオキシダーゼ
(S)-6-ヒドロキシニコチンオキシダーゼ((S)-6-hydroxynicotine oxidase)は、ニコチン酸、ニコチンアミド代謝酵素の一つで、次の化学反応を触媒する酸化還元酵素である。
(S)-6-ヒドロキシニコチン + H2O + O2 {\displaystyle \rightleftharpoons } 1-(6-ヒドロキシピリジン-3-イル)-4-(メチルアミノ)ブタン-1-オン + H2O2
反応式の通り、この酵素の基質は(S)-6-ヒドロキシニコチンとH2OとO2、生成物は1-(6-ヒドロキシピリジン-3-イル)-4-(メチルアミノ)ブタン-1-オンとH2O2である。補因子としてFADを用いる。
組織名は(S)-6-hydroxynicotine:oxygen oxidoreductaseで、別名にL-6-hydroxynicotine oxidase, 6-hydroxy-L-nicotine oxidase, 6-hydroxy-L-nicotine:oxygen oxidoreductaseがある。